# 茲諾布-諾夫霍羅茨凱

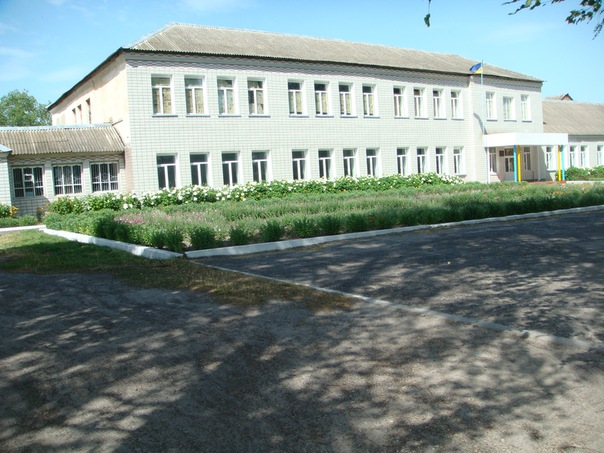
学校

茲諾布-諾夫霍羅茨凱（羅馬化：Znob-Novhordske）是位於烏克蘭東北部的鎮，由蘇梅州紹斯特卡區的茲諾布-諾夫霍羅茨凱市鎮負責管轄，並為該市鎮的行政中心。該鎮處於茲諾比夫卡河畔，毗鄰中布達36公里和蘇梅220公里，2014年人口1,935。